# 加賀楓
加賀楓（1999年11月30日—）日本東京都出身。原為日本女子偶像團體「早安少女組。」第十三期成員，是最後一個加入的於1990年代出生的成員。原Hello! Pro研修生第十七期，於2022年12月10日從早安少女組。及早安家族畢業，隸屬演藝經紀公司J.P ROOM Inc。身高163cm，血型A型，個人代表色為義大利紅。

## 個人簡歷
2012年
- 因憧憬早安少女組。九期成員鞘師里保，而參加モーニング娘。11期メンバー『スッピン歌姫オーディション』，於第三次審查中落選。
- 同年11月加入Hello! Pro研修生，並於12月9日在TSUTAYA O-EAST中開演的『ハロプロ研修生発表会 2012 12月の生タマゴShow!』中初亮相。

2013年
- 1月在中野太陽廣場中開演的『Hello!Project 誕生15周年記念ライブ』，初次與Hello! Project正規成員共演。
- 2月初次與同為研修生山岸理子(現為Tsubaki Factory)演出舞台劇『熱帯男子』。
- 4月16日~9月15日出演由アイドル専門チャンネルPigoo放送的電視節目『ハロプロ研修生のただ今研修中！』。
- 10月5日~9月27日出演由BS日本放送的電視節目『〜おねだりエンタメ!〜はぴ★ぷれ』。
- 10月20日發行了Hello! Pro研修生DVD單曲『おへその国からこんにちは/天まで登れ!』，亦為首次單曲音源化。

2014年
- 3月，演出『演劇女子部 僕たち可憐な少年合唱団』。
- 6月，演出『演劇女子部 LILIUM-リリウム 少女純潔歌劇-』。

2015年
- 曾獲得2015年實力公開診斷第一名。

2016年
- 11月3日~20日初次主演『演劇女子部 ネガポジポジ』。
- 12月12日『モーニング娘。'16コンサートツアー秋～MY VISION～』最終場公演於日本武道館中，由早安少女組。隊長譜久村聖發表為第十三期新成員。

2017年
- 從1月2日開始的『Hello! Project 2017 WINTER ～ Crystal Clear ～』，首次以早安少女組。'17的成員身份出演。
- 1月26日，13期的公式部落格正式啟用。
- 3月10日，與石田亞佑美、小田櫻、野中美希跟同期橫山玲奈參加於台北西門町舉辦的握手會。
- 6月25日，早安少女組。於香港舉辦演唱會。

2018年
- 2月23日以嘉賓身份再次演出由原為℃-ute成員矢島舞美主演的舞台劇『熱帶男子』。
- 4月19日因為「加賀」的緣故，做為石川縣的加賀市、小松市的加賀溫泉鄉觀光大使。

2019年
- 6月1日，結合「加賀四湯博2019」繼續擔任加賀溫泉鄉觀光大使。
- 9月，於秋季巡迴演唱會發表與橫山玲奈擔任6月加入的15期成員的教育系。[2]
- 11月30日，於20歲生日發表第一本寫真集『楓』[3]

2020年
- 10月2日，因過去兩年的業績與1700人以上的粉絲署名的關係，被正式任命為加賀溫泉鄉觀光大使。[4]
- 10月29日，發售第二本寫真集『イロハカエデ』[5]
- 11月14日，擔任加賀站一日站長。

2022年
- 12月10日，從早安少女組。畢業。

2024年
- 9月28日，退出演藝圈，同月30日在X推出最後一次帖文。[6]

## 人物
- 有個姊姊。
- 小時候非常喜歡在外玩耍，小學1～2年級時曾學過體操運動但在過程中因為受傷而辭退，之後便開始學習劍道。剛開始非常討厭學劍道，但後來慢慢的變得越來越喜歡。小學3年級時曾在全國大賽中出場。一直到中學一年級加入Hello! Pro研修生仍然持續著，當時官網上的研修生資歷上寫著喜歡的運動為武術包含劍道。
- 以早安少女組。成員的身份參加了第一次的家族演唱會，跳舞時的模樣被Kobushi Factory成員和田櫻子給予「感覺不到重力」、「無重力舞蹈」的評價。
- 加入研修生約4年的時間，有20人以上的同期及後輩相繼出道，加入早安少女組。時被媒體稱為「苦勞人」，相對同期的橫山玲奈則創下研修生史上最快出道的紀錄(二個月)。
- 曾有過辭退研修生的想法是出自於當時研修生同期的牧野真莉愛已被選為早安少女組。十二期成員。在雙親詢問她「之後該怎麼辦」的時候，認為自己成為研修生也才二年，所以決定繼續留在研修生。2016年的時候，因為同時考慮到高校二年級的課業以及將來的問題，將想要辭退的想法告訴經紀人受到了慰留。在與雙親討論之下，獲得了「12月為止加油吧」的結論並決定繼續留下來，最後在12月時以早安少女組。13期成員身份於武道館中初次登場。
- 研修生時期與十二期成員牧野真莉愛做為同期，但由於早安少女組。上下關係嚴格，於是稱謂從「まりあ」改為「牧野さん」。另外，十二期成員羽賀朱音雖為研修生時期的後輩，但還是改為「羽賀さん」。
- 在部落格與雜誌的問卷調查中，提及喜歡與推薦的動漫為進擊的巨人、排球少年、Free!、境界的彼方、革命機Valvrave、流浪神差、幼女戰記、不愉快的妖怪庵、文豪Stray Dogs、亞爾斯蘭戰記、終結的熾天使。共演舞台劇「ネガポジポジ」的前Berryz工房成員須藤茉麻在其官方推特上提及能夠哼出排球少年的主題曲。在接受「月刊ガンダムエース」的攝影工作準備時，將「機動戰士鋼彈 鐵血孤兒」全50話觀看完畢，並獲得其作品模型做為禮物。且將過程全程記載於部落格中。
- 非常喜歡玩深淵傳奇或者傳奇系列的電玩遊戲，為了同系列的遊戲，還特別買了PS4，並於部落格中報告。同時也很擅長音樂類型的遊戲，例如：「LoveLive!」、IDOLiSH7或是Hello!Project全員登場的音樂手遊「ハロプロタップライブ」。
- 「BanG Dream! 少女樂團派對」的粉絲，喜歡的樂團是Roselia。
- 曾與九期成員譜久村聖及十期成員飯窪春菜一起到訪南夢宮主題樂園所舉辦的「キミと愛ドリッシュないと！」。
- 在早安少女組。官方推特上更新的影片中提到，自己其實是在千葉縣出生，後來才移住東京都。[7]

## 特徵
- 興趣是卡拉OK、欣賞動漫。喜歡漫畫與GAME，聲優悠木碧的粉絲。
- 喜歡的食物為燉糖漬醬漢堡跟甜食、不喜歡任何辛辣的食物，也不擅常喝汽水。
- 加入早安少女組。之前的志向是成為警察。
- 特技是小號、劍道。
- 憧憬的前輩與目標為前早安少女組。九期成員的鞘師里保，現以十期成員石田亞佑美為目標。
- 13期二人的目標是希望成為像道重さゆみ、田中れいな時期般，成為早安少女組。中堪稱最強的時期。
- 會寫日記，使用ほぼ日手帳。

## 舞台．音樂劇
- ミュージカル「熱帯男子」（2013年2月7日-2月17日、全労済ホール／スペースゼロ）
- 演劇女子部「僕たち可憐な少年合唱団」（2014年3月14日-3月23日、池袋シアターグリーン BOX in BOX THEATER）
- 演劇女子部「LILIUM-リリウム 少女純潔歌劇-」（東京公演：2014年6月5日-6月15日、サンシャイン劇場；大阪公演：2014年6月20日-21日、森ノ宮ピロティホール）-クレマチス役
- 演劇女子部「ネガポジポジ」（2016年11月3日-11月20日）。
- 演劇女子部「ファラオの墓」（2017年6月2日～6月11日、サンシャイン劇場）－　太陽の神殿編 & 砂漠の月編：イザイ 役
- 演劇女子部「ファラオの墓〜蛇王・スネフェル〜」（2018年6月1日-6月10日、サンシャイン劇場、2018年6月15日-6月17日、大阪メルパルクホール）－サリオキス 役

## 外部連結
- モーニング娘。'17｜ハロー！プロジェクト オフィシャルサイト（页面存档备份，存于）
  - 加賀楓｜ハロー！プロジェクト オフィシャルサイト（页面存档备份，存于）
- 加賀楓Instagram （页面存档备份，存于）